# Landkreis Märkisch-Oderland
Landkreis Märkisch-Oderland is een Landkreis in de Duitse deelstaat Brandenburg. De Landkreis telt 197.195 inwoners (31 december 2020) op een oppervlakte van 2.127,99 km². Kreisstadt is Seelow. Märkisch-Oderland grenst in het westen aan Berlijn en in het oosten aan Polen.

## Steden
De volgende amtvrije steden liggen in de Landkreis:
1. Altlandsberg
2. Bad Freienwalde
3. Müncheberg
4. Strausberg

## Amtvrije gemeenten
1. Fredersdorf-Vogelsdorf
2. Hoppegarten
3. Letschin
4. Neuenhagen bei Berlin
5. Petershagen/Eggersdorf
6. Rüdersdorf bei Berlin

## Amten met gemeenten
| 1. Barnim-Oderbruch (7.305) 1. Bliesdorf (956) 2. Neulewin (1.070) 3. Neutrebbin (1.604) 4. Oderaue (1.848) 5. Prötzel (1.198) 6. Reichenow-Möglin (629) 2. Falkenberg-Höhe (5.027) 1. Beiersdorf-Freudenberg (626) 2. Falkenberg (2.458) 3. Heckelberg-Brunow (859) 4. Höhenland (1.084) 3. Golzow (6.230) 1. Alt Tucheband (996) 2. Bleyen-Genschmar (558) 3. Golzow (911) 4. Küstriner Vorland (2.986) 5. Zechin (779) 4. Lebus (6.747) 1. Lebus (Stad) (3.363) 2. Podelzig (987) 3. Reitwein (541) 4. Treplin (425) 5. Zeschdorf (1.431) 5. Märkische Schweiz (9.517) 1. Buckow (Märkische Schweiz) (Stad) (1.687) 2. Garzau-Garzin (517) 3. Oberbarnim (1.499) 4. Rehfelde (4.588) 5. Waldsieversdorf (1.226) 6. Neuhardenberg (4.961) 1. Gusow-Platkow (1.404) 2. Märkische Höhe (669) 3. Neuhardenberg (2.888) 7. Seelow-Land (5.302) 1. Falkenhagen (Mark) (774) 2. Fichtenhöhe (577) 3. Lietzen (793) 4. Lindendorf (1.553) 5. Vierlinden (1.605) |

Barnim · Brandenburg an der Havel · Cottbus · Dahme-Spreewald · Elbe-Elster · Frankfurt (Oder) · Havelland · Märkisch Oderland · Oberhavel · Oberspreewald-Lausitz · Oder-Spree · Ostprignitz-Ruppin · Potsdam · Potsdam-Mittelmark · Prignitz · Spree-Neiße · Teltow-Fläming · Uckermark
Altlandsberg ·
Alt Tucheband ·
Bad Freienwalde ·
Beiersdorf-Freudenberg ·
Bleyen-Genschmar ·
Bliesdorf ·
Buckow (Märkische Schweiz) ·
Falkenberg ·
Falkenhagen (Mark) ·
Fichtenhöhe ·
Fredersdorf-Vogelsdorf ·
Garzau-Garzin ·
Golzow ·
Gusow-Platkow ·
Heckelberg-Brunow ·
Höhenland ·
Hoppegarten ·
Küstriner Vorland ·
Lebus ·
Letschin ·
Lietzen ·
Lindendorf ·
Märkische Höhe ·
Müncheberg ·
Neuenhagen bei Berlin ·
Neuhardenberg ·
Neulewin ·
Neutrebbin ·
Oberbarnim ·
Oderaue ·
Petershagen/Eggersdorf ·
Podelzig ·
Prötzel ·
Rehfelde ·
Reichenow-Möglin ·
Reitwein ·
Rüdersdorf bei Berlin ·
Seelow ·
Strausberg ·
Treplin ·
Vierlinden ·
Waldsieversdorf ·
Wriezen ·
Zechin ·
Zeschdorf